# Фомихинский
Фомихинский — хутор в Серафимовичском районе Волгоградской области. 
Входит в состав Среднецарицынского сельского поселения.

## География

### Улицы
- ул. Блинова
- ул. Жемчужная
- ул. Казанская
- ул. Кленовая
- ул. Победы
- ул. Степная
- ул. Урасова М.И.
- пер. Родниковый

## Население
| 2010 |
| ---- |
| 91   |